# Alejandro Carnicero

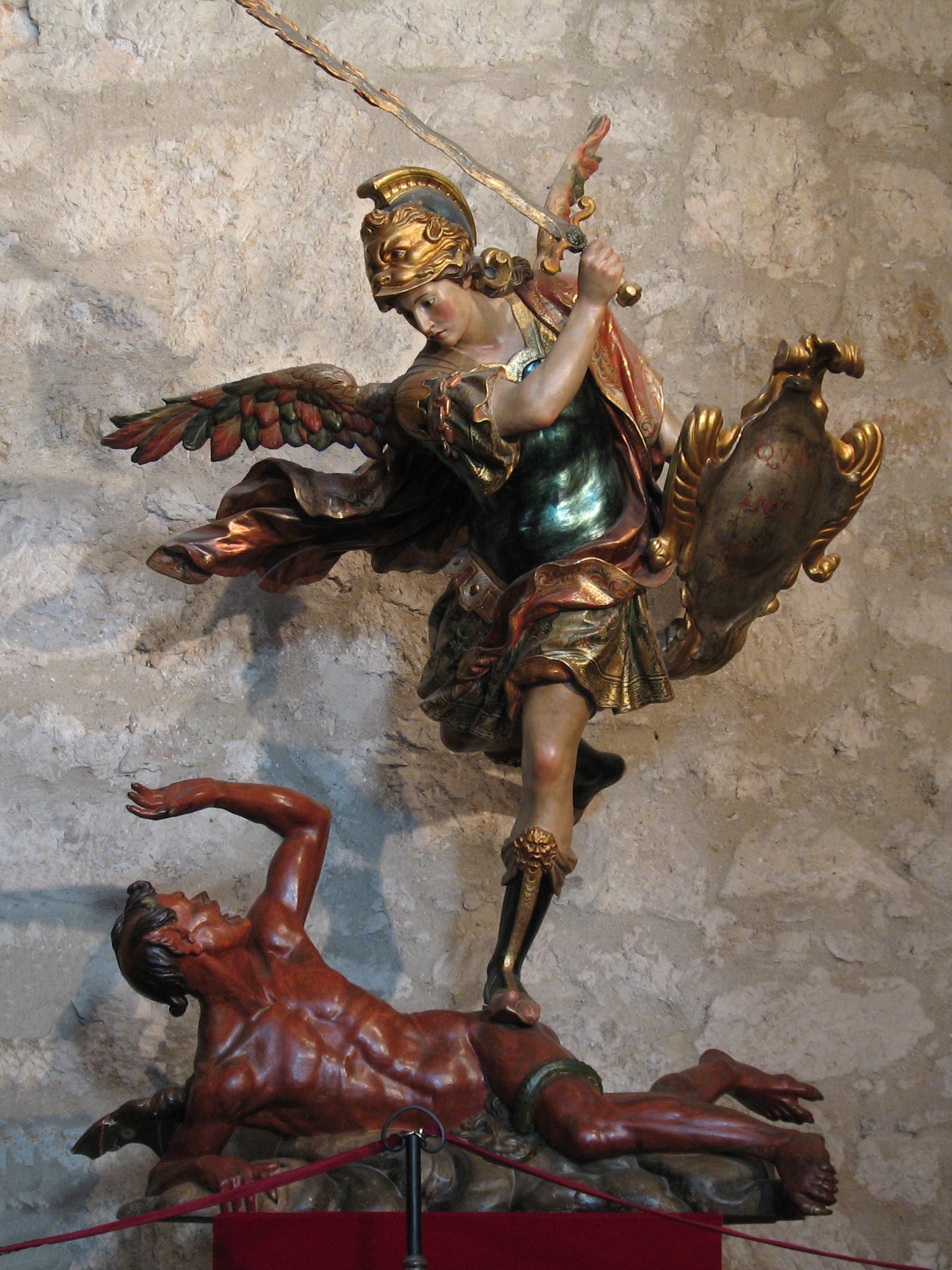
San Miguel arcángel, Nava del Rey, iglesia de los Santos Juanes, 1736.

Alejandro Carnicero Miguel (Íscar, 17 de junio de 1693-Madrid, 6 de octubre de 1756) fue un escultor y grabador español, activo en Salamanca, Valladolid y Madrid. En su dilatada obra se advierten rasgos de la evolución desde el Barroco tradicional a un refinamiento y elegancia próximos al gusto rococó.

## Carrera
Nacido el 17 de junio de 1693 en Íscar, localidad del obispado de Segovia incorporada en la división provincial de Javier de Burgos a la provincia de Valladolid, y bautizado en la misma localidad el 26 de junio, debió de llegar a Salamanca hacia 1707 para entrar en el taller de José de Larra Domínguez, escultor vinculado al círculo de los Churriguera. Con él y otros miembros del taller de Larra trabajó entre 1714 y 1719 en los medallones de las enjutas y paredes altas del crucero de la Catedral Nueva de Salamanca. De 1726 es la primera obra escultórica documentada como maestro ya independiente de Larra: una desaparecida Virgen del Rosario para la demolida parroquia de San Román. El mismo año fue contratado para trabajar en los tableros de la sillería del coro catedralicio, obra inicialmente asignada a Larra en solitario pero que avanzaba lentamente, por lo que se sintió la necesidad de incorporar a nuevos artistas a la labor. A Carnicero correspondió el tablero de San Lucas y quizá sea suyo también el de San Marcos. En la Plaza Mayor de Salamanca esculpió entre 1730 y 1735 los medallones del Pabellón Real, en el que se representa a los titulares de la Corona española, y el Pabellón de los Conquistadores (véase: Historia de la Plaza Mayor de Salamanca). Al mismo tiempo trabajó en la ejecución de un San Miguel Arcángel para la iglesia parroquial de Tarazona de Guareña (Salamanca), a la que proporcionó también las trazas para un nuevo retablo. Otro San Miguel hizo para Nava del Rey y, a partir de 1736, temporalmente instalado en Valladolid hasta 1743, cuando regresó a Salamanca, recibió encargos de la catedral de Oviedo, para la que esculpió una imagen de santa Eulalia, por la que cobró en octubre de 1743, el Real Monasterio de Nuestra Señora de Guadalupe, al que proporcionó hasta cuarenta y seis tableros destinados a la sillería del coro, la catedral de León y la de Coria, donde son suyas varias de las esculturas de su altar mayor (1748).

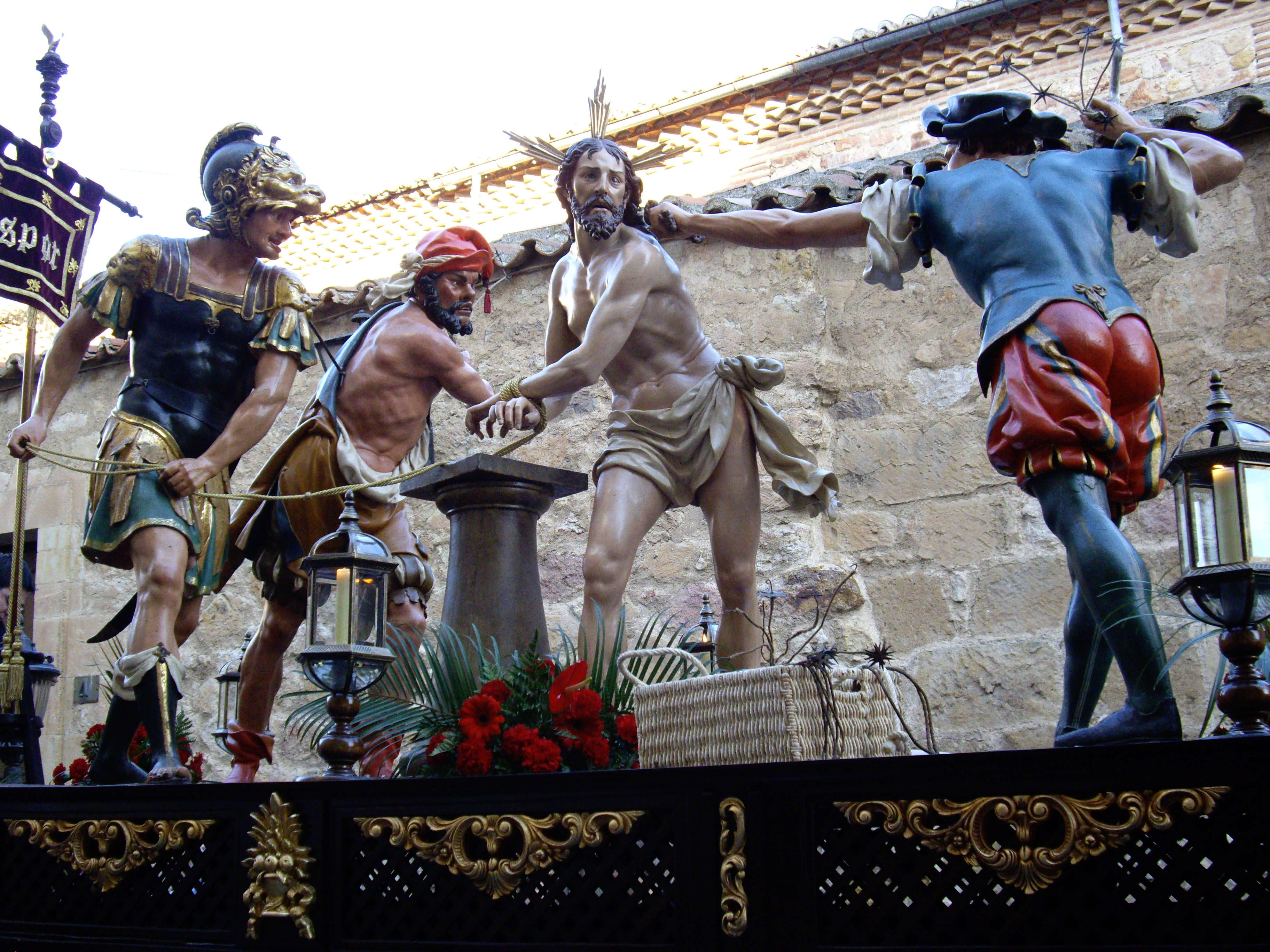
Paso de La flagelación para la Cofradía de la Vera Cruz de Salamanca, 1727.

Particularmente destacable es su aportación a la Ilustre Cofradía de la Santa Cruz del Redentor y de la Purísima Concepción, su Madre, de Salamanca. Los profesores Casaseca y Rodríguez G. de Ceballos han abordado dos de los grupos escultóricos tallados por Carnicero para esta cofradía: los de La Flagelación del Salvador o Los Azotes, conocido popularmente como "Culo colorao" y cuyo boceto se conserva en la Biblioteca Nacional de España, hecho este poco habitual en este tipo de obras, y El Balcón de Pilatos o La Caña, un Ecce Homo conocido en Salamanca como el paso de "Boca ratonera", si bien este último ha sido rechazado como obra suya en la reciente monografía publicada sobre el artista (2012). Ambos desfilan en la Procesión del Santo Entierro en la tarde del Viernes Santo. La Semana Santa salmantina tiene en ellos a los mejores exponentes de su rico patrimonio, junto a las aportaciones de la Escuela de Imaginería de Salamanca en el siglo XX.
También es autor del grupo escultórico de la Virgen entregando el escapulario a San Simón Stock, que preside el altar mayor de la iglesia del Carmen de Abajo, en Salamanca.

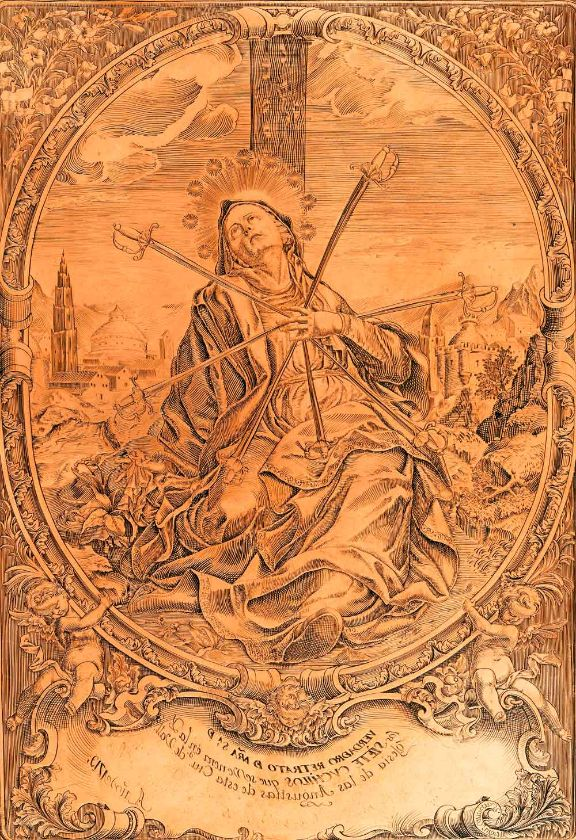
Plancha de la Virgen de las Angustias de Salamanca, identificada como la imagen vallisoletana,1719

Según Ceán Bermúdez en su juventud se dedicó al grabado a buril, conociéndosele, entre otras estampas, una de san Pedro de Alcántara escribiendo, que fechó en Salamanca en 1723, la de Nuestra Señora del Risco venerada en el convento de agustinos recoletos de Madrid, en 1730, y otra de san Miguel, en 1736, según el modelo esculpido por él mismo para Nava del Rey. La Biblioteca Nacional de España guarda una estampa, Verdadero retrato de D. Nra. Sra. de los siete Cuchillos, según la talla de Juan de Juni conservada en la iglesia de las Angustias de Valladolid, lámina fechada en 1719 y, por tanto, la primera de las suyas, y el retrato de Andrés Avelino con el que salieron ilustradas sus Cartas en la edición de Juan de Zúñiga, Madrid, 1736.
Los últimos años de su vida los pasó en Madrid, a donde se desplazó en 1749 para trabajar en los proyectos decorativos del nuevo Palacio Real. Para la serie de monarcas hispanos, inicialmente destinada a coronar el edificio, realizó los bultos en piedra de Colmenar de Wamba, Sisebuto y Sancho el Craso, como ya indicase Ceán Bermúdez. Además se encargó de los relieves en mármol blanco de Badajoz del Consejo de Castilla (Museo del Prado) y el Consejo de las Órdenes Militares (Real Academia de Bellas Artes de San Fernando).
Siguieron sus pasos artísticos sus hijos Gregorio, Isidro y Antonio Carnicero.